# 거미줄에 걸린 소녀
거미줄에 걸린 소녀(스웨덴어: Det som inte dödar oss)는 다비드 라게르크란츠의 소설로, 《밀레니엄 시리즈》의 네번째 작품에 해당한다. 리스베트 살란데르와 미카엘 블롬크비스트의 이야기를 중심으로 그린다.